# Фудбалска репрезентација Грчке до 21 године
Фудбалска репрезентација Грчке до 21 године је национални фудбалски тим Грчке за играче млађе од 21 године и под контролом је фудбалског савеза Грчке.
Ово је тим за грчке фудбалере узраста до 21 године, али у њој често играју и играчи до 23 године пошто циклус квалификација и завршни турнир Европског првенства до 21 године траје две године, тако да онај ко започне квалификације са репрезентацијом има право да игра све док се не заврши тај циклус. Према правилима УЕФА-е и ФИФА-е играчи који су наступили за једну државу у тиму до 21 године могу променити репрезентацију у сениорској конкуренцији.
Најбољи резултат остварили су 1988. и 1998. године када су играли финале Европског првенства до 21 године.

## Резултати репрезентације

### Европско првенство до 21 године
- 1978: Није се квалификовала
- 1980: Није се квалификовала
- 1982: Није се квалификовала
- 1984: Није се квалификовала
- 1986: Није се квалификовала
- 1988: Финале
- 1990: Није се квалификовала
- 1992: Није се квалификовала
- 1994: Четвртфинале
- 1996: Није се квалификовала
- 1998: Финале
- 2000: Плеј оф
- 2002: Четвртфинале
- 2004: Није се квалификовала
- 2006: Није се квалификовала
- 2007: Није се квалификовала
- 2009: Није се квалификовала
- 2011: Плеј оф
- 2013: Није се квалификовала
- 2015: Није се квалификовала
- 2017: Није се квалификовала